# Мунстоун
Мунстоун (англ. Moonstone) (настоящее имя доктор Карла Софен (англ. Karla Sofen) — персонаж комиксов компании Marvel Comics. Также известна как Метеорит (англ. Meteorite) и Мисс Марвел (англ. Ms. Marvel). В прошлом профессиональный психиатр, которая использовала своих пациентов ради собственной выгоды. Впоследствии выступает, как правило, в роли суперзлодейки, хотя иногда совершает благородные поступки или вовсе сохраняет нейтралитет. Почётный член команд  Громовержцы и Тёмные Мстители.

## История публикаций
Впервые персонаж появился в качестве спутницы злодея Доктора Фаустуса в Captain America #192 (Декабрь 1975). Позднее она появилась в Incredible Hulk #228 (Октябрь 1978), где было выявлено, что в прошлом она была психиатром бывшего Мунстоун Ллойда Блоха. Вместо того, чтобы вылечить Блоха от его безумства, Карла убедила его отдать ей мистический артефакт лунный камень. Впоследствии Карла была показана как член таинственной организации, именуемой как «Корпорация».
Затем Карла появилась как член организации Мастера зла, которые стали врагами Мстителей. После исчезновения Мстителей и Фантастической четвёрки, Мастера зла, в том числе и Карла, взявшая псевдоним Метеорит, сформировали новую команду, известную как Громовержцы. На протяжении 12 выпусков выявлялись их истинные намерения. Карла, уже как Мунстоун, вернулась в команду в 2007 году в Thunderbolts #110 (Март 2007) и стала её лидером.
В 2009 году Мунстоун стала одной из членов Громовержцев, которых Брайан Майкл Бендис превратил в Тёмных Мстителей, реформированную команду оригинальных супергероев под предводительством Нормана Озборна, где Карла приняла личность Мисс Марвел. С этого же года была выпущена серия Miss Marvel, которая включала 38 выпусков. Она регулярно появлялась как Мисс Марвел в серии Dark Avengers, с #1 (Март 2009) по #16 (Июнь 2010).
После эпохи Dark Reign Мунстоун вернулась в Thunderbolts #144 (Май 2010). Она стала частью правительственной программы по перевоспитанию суперзлодеев под контролем Люка Кейджа. В команду также вошли Джаггернаут, Кроссбоунс и Леший. Она осталась в команде, а название комикса сменилось на  Dark Avengers, начиная с #175 (Июнь 2012).

## Биография

### Происхождение
Карла Софен родилась в Ван-Найсе, Калифорнии. Она выросла в доме известного голливудского продюсера Чарльза Стокбриджа как дочь Карла Софена (дворецкого Стокбриджа). После смерти её отца, матери Карлы пришлось работать на трёх работах, чтобы обеспечить обучение дочери в колледже. Тогда Карла поклялась, что не повторит судьбу своей матери и будет ставить свои нужды выше других. Несмотря на строительство успешной карьеры в качестве психолога и психиатра, Карла была не в восторге от того, что она зависит от своих пациентов, что подтолкнуло её на преступную дорогу в качестве ассистента Доктора Фаустуса. Во время лечения суперзлодея Ллойда Блоха, известного как Мунстоун, Карла, при помощи гипноза заставила его отдать ей мистический артефакта, из которого он черпал силу. Получив силу от лунного камня, Карла сражалась против Халка.
Позднее было выявлено, что перед тем как вступить в ряды Громовержцев, Карла убила свою мать, а затем сожгла их старый дом.
Согласно Miss Marvel #38 Карла, будучи психиатром, принуждала своих депрессивных пациентов к самоубийству, после чего она с интересом наблюдала за этим процессом. Когда Софен устраивалась в ряды Громовержцев, Норман Озборн заявил, что она подтолкнула к самоубийству как минимум восемь человек и была ответственна за более шести человек.

### Мастера зла
Некоторое время Карла работала в организации, известной как Корпорация. Корпорация отправила Мунстоун в Нью-Мексико на гамма-базу, где она должна была украсть часть сверхсекретной военной техники, известной как Гаммаватор. Она получила доступ как Доктор Софен и предложила профессиональную помощь своему коллеге Доктору Самсону. Мунстоун способствовала порождению гамма-монстра Халка. Впоследствии она также манипулировала Громовержцем Россом через его нервный срыв. Тем не менее Карла была побеждена Халком и её идентичность была выявлена. Впоследствии она боролась с Капитаном Америкой, Соколом, Халком и Квазаром. Она также пыталась украсть разработки Курта Коннорса для улучшения лунного камня, но была остановлена Человеком-пауком.
Яйцеголовый завербовал её в третий состав Повелителей зла, после чего она боролась со Мстителями. Тем не менее Карла сдалась после поражения Мастеров. Её заключения было недолгим, поскольку она сбежала вместе с Блэкаутом, Носорогом и Электро, сражаясь со Мстителями. Затем она попала в Тёмное измерение вместе с Блэкаутом. Она странствовала по Луне, где сражалась с Ослепительной и Нелюдьми, а затем вернулась в проект Пегас.
Позднее Гельмут Земо принял её в четвёртый состав Повелителей зла. Она участвовала в нападении на Особняк Мстителей. Карла сражалась с Капитаном Марвел и получила временный паралич. Затем у неё произошёл матч-реванш с Капитаном Марвелом. После она боролась против Волканы. Некоторое время спустя она была похищена оригинальным Мунстоун, называющим себя Нефариусом. Карла победила, но была захвачена.

### Громовержцы
Когда большинство супергероев исчезло после пришествия Натиска, Мунстоун вновь объединилась с Бароном Земо. Карла неохотно вернулась на путь зла под псевдонимом Метеорит. Она стала членом-учредителем Громовержцев.
Целью группы было затуманивание рассудка толпы, в глазах которой Громовержцы стали бы супергероями, в то время как Барон Земо мог взломать секретные файлы Щ.И.Т.а. В конце концов их истинные мотивы были раскрыты, однако Карла осталась с большинством своих товарищей по команде как командный игрок. После вступления в команду Соколиного глаза Громовержцы стали расцениваться как супергерои. Карла была помилована за свои прошлые преступления. На Анти-Земле она обманом заполучила ещё один лунный камень. Помимо этого у неё завязались романтические отношения с Соколиным глазом.
Повышение силы Карлы и её психическая нестабильности стали беспокоить других членов команды. Это также привело к противостоянию с Гравитоном. Впоследствии он использовал один из лунных камней, чтобы убить друга детства Карлы. Узнав об этом, Карла фактически сошла с ума. Во время боя между Мстителями и Громовержцами Соколином глазу пришлось позволить Вижену избавить Карлу от лунных камней.
После этих событий она впала в кому. Барону Земо воспользовался этим и получил контроль над мистическими артефактами. Используя их, он подчинил себе волю и рассудок Карлы и заставлял её выполнять свои приказы. Это продолжалось вплоть до того момента, пока Певчая птица не отправила Земо в космическое пространство, тем самым освободив Мунстоун.
Когда Норман Озборн становится директором Громовержцев, Мунстоун берёт на себя роль лидера команды. В противном случае Озборн угрожал ей хирургической операцией по извлечению лунного камня из её тела, что привело бы к незамедлительной коме. Хотя Карла продолжала трудиться на благо команды, она была не столь эффективна как лидер. Карла пыталась как можно быстрее закончить первую миссию команды, чтобы вступить в половую связь с директором доков Горы Громовержцев .

### Секретное вторжение
Мунстоун была одной из четырёх Громовержцев, которые, в момент нахождения на Горе Громовержцев, перед началом вторжения скруллов подверглись нападению со стороны скрулла по имени Кхн'нр, принявшего облик Капитана Марвела. Тем не менее он отказался от первоначальной цели и дал обещание защищать человечество. Во время битвы, Кхн'нр рассказал Карле, что её камень когда-то находился у крии, после чего он использует свои энергетические способности, чтобы нейтрализовать его действие. Затем Громовержцы вступают в бой против скруллов.
Позже Меченый пытается убить Певчую птицу по приказу Озборна. Тем не менее ей удаётся попасть в самолёт Зевса и уничтожить базу команды. Мунстоун выживает, поскольку Меченый предупреждает её стать неосязаемой. После этого Карла покидает "чёртову команду".

### Тёмное Правление

Карла Софен как Мисс Марвел на обложке Ms. Marvel #39 (Июль 2009). Художник — Майк Деодато

Когда Норман Озборн становится директором Щ.И.Т.а и переименовывает антитеррористическую организацию в М.О.Л.О.Т., он решает собрать собственную команду Мстителей. Он предлагает Кэрол Денверс, Мисс Марвел членство в команду, но та отказывается следовать за ним. Тогда он предлагает Карле кодовое имя Мисс Марвел и даёт ей новый костюм. Вместе с Озборном (в роли Железного патриота), Аресом, Дакеном (новым Росомахой), Меченым (под видом Соколиного глаза), Веномом (как Человеком-пауком) и Часовым они образуют Тёмных Мстителей. Их первой миссией становится защита Доктора Дума от могущественной ведьмы Морганы ле Фэй. В бою Карла атакует её и её мистического дракона, что приводит к смерти колдуньи в настоящем времени. После миссии Мисс Марвел флиртует с Нох-Варром, а затем между ними возникает интимная близость. Во время просмотра интервью Озборна, Карла сообщает Нох-Варру, что Тёмные Мстители состоят из преступников. Это побуждает Нох-Варра покинуть команду.
Будучи Мисс Марвел Карла патрулирует город и натыкается на нескольких мужчин, которые грабят бронированный автомобиль. После убийства этих людей Карла возвращается в Башню Мстителей, где Норман говорит ей, что всем членам Тёмных Мстителей необходимо пройти обследование у психиатра. Он решает послать Карлу первой, дабы она оценила способности психиатра с профессиональной точки зрения. Прибыв туда, Карла попадает под гипноз Доктора Джеральда Райта. Выясняется, что он прибыл в Башню Мстителей, чтобы убить их всех, так как все они — преступники. Он показывает Карле воспоминания о её матери, а затем и сам проникает в её рассудок в обличье Халка. Тем не менее Мисс Марвел рассказывает ему, что после получения способностей лунного камня она убила свою мать, так как не хотела, чтобы она видела какой преступницей стала Карла. Обескураженный Райт проигрывает схватку, после чего Карла душит его. Некоторое время спустя рассерженная Карла недовольно проходит мимо Озборна и игнорирует его.
Норман Озборн заявляет о своём желании установить сотрудничество с Ц.И.И. и посылает Мисс Марвел в их офисов для переговоров. Там Карла устраивает погром прежде чем сталкивается с главой компании. Он показывает ей искусственно созданных существ, созданных из генетического материала М.О.Д.О.К.а. Он отклоняет предложение Озборна, а вместе с тем посылает на Нью-Йорк огромный метеорит. Карла предотвращает его падение, спасая множество людей. По непонятным причинам Карла может телепатически общаться с искусственными гуманоидами. Она забирает их в Башню Мстителей, где прячет от Озборна. Внезапно в штаб-квартиру Мстителей врывается некий сгусток энергии, принявший женскую форму. Карла встаёт на защиту существ. С помощью Венома, Нох-Варра и Железного патриота ей удаётся остановить пришельца и после собрания Тёмных Мстителей было решено отправить М.О.Д.О.К.ов в горы Громовержцев. Там их похищает Дэдпул, которого наняли Ц.И.И.
Пролетая над Нью-Йорком, Карла видит символ Мисс Марвел на одном из небоскрёбов. Она возвращается в Башню Мстителей, где Норман рассказывает ей, что Дэдпул украл гуманоидов. Карла побеждает его в Лос-Анджелесе. Она прибывает в одну из баз Ц.И.И., куда также прибыли Новые Мстители и четыре разноцветные существа. Карла пытается заполучить их, однако Человеку-пауку удаётся активировать младенцев нужным образом. После этого четыре разноцветных существа объединяются в Кэрол Денверс, настоящую Мисс Марвел. Между ними завязывается сражение, в котором Карла одерживает верх, а Кэрол исчезает. Из-за того, что новая Мисс Марвел стала слишком опасной за ней приходит Часовой. Между тем выясняется, что у Кэрол есть аналог по имени Кэтрин Донован, рядом с которой она становится неуязвимой. Впоследствии Донован была убита Железным патриотом, однако её сознание переместилось в тело Карлы, когда та сражалась против Кэрол Денверс. Софен пришлось подавить идентичность Донован, после чего она признала, что не является Мисс Марвел и вернула личность Мунстоун. Тем не менее Кэрол, побывавшая в её голове, узнала как работает мистический артефакт. Она вырывает его из тела Карлы и та теряет силы. Таким образом она может умереть через 72 часа если не воссоединится с камнем. Несмотря на вражду между ними, Кэрол даёт ей шанс на искупление, пересмотреть свои приоритеты, встать против Озборна и стать тем человеком, каким хотел видеть её мать; и прячет лунный камень на могиле матери Карлы. Та находит его, в ярости разбивает надгробие и уходит.
Позднее Карла была отправлена Озборном в Сан-Фрациско наряду с остальными Тёмными Мстителями и агентами М.О.Л.О.Т.а, чтобы подавить тамошние беспорядки. Прибыв на одну из горячих точек, Карла вырубает Некру и Френзи к удивлению Брони, Кармы и Блинг. Позже она вступает в конфликт с Шельмой, обвинив её в нападении на агента М.О.Л.О.Т.а, после чего нападает на неё, но Шельме удаётся обмануть Карлу и сбежать. После этого новая Мисс Марвел сталкивается с Гамбитом и Опасностью и побеждает обоих. Затем она вновь встречает Шельму. Благодаря совместным усилиям Шельме, Гамбиту и Трансу удаётся временно нейтрализовать Карлу и ускользнуть с помощью Пикси. Во время финального боя на Утопии она противостоит Некре, Френзи и Блинг. Увидев, что Люди Икс одолевают их численным перевесом, Карла говорит Норману, что если они хотят победить, то им придётся убить каждого из мутантов, однако если они сделают это, то не смогут оправдаться перед людьми. Озборн принимает решение о капитуляции. 
Во время миссии в городе Динозавр Молекулярный человек превращает Карлу в чистую энергию, однако он возвращает ей прежний облик по требованию Часового.
Мисс Марвел также вместе с другими Тёмными Мстителями сражается против Могучих Мстителей, когда Поглотитель получает полномочия Космического куба.
В Dark Avengers #10 Карла флиртует с Меченым, заявив, что он привлекает её в качестве Соколиного глаза. При попытки войти с ним в интимную близость их останавливают агенты М.О.Л.О.Т.а во главе с Викторией Хэнд. Возмутившись, что та направляет на неё оружие, Карла собирается напасть, однако Хэнд парализует её выстрелом из чистой энергии.
Она и другие члены её команды позже разыскивают Нох-Варра в Манхэттене, после того, как его нашёл Часовой.
Перед событиям нападения на Асгард у Карлы происходит душевный разговор с Дакеном. Она выясняет, что он всё это время использовал их. Когда Мак Гарган рассказывает ей, что он просыпается "липким" после своих снов и просит её побыть его доктором. Первоначально она не проявляет к этому никакого интереса, однако когда подходит Дакен и называет её "милой", она обнимает руку Гаргана и соглашается на его просьбу.
Во время Осады Асгарда Карла помогает Озборну в битве с Тором. Когда Мария Хилл приходит на помощь и атакует Озборна и его приспешников ракетницей, Мисс Марвел становится неосязаемой, чтобы избежать попадания пуль, однако Тор ударяет её молнией. Мунстоун находилась рядом с Норманом Озборном, когда Новые Мстители, Молодые Мстители и Ник Фьюри во главе со Стивом Роджерсом пришли на помощь асгардийцам. Когда Капитан Америка бросает свой щит в Озборна, Карла наряду с Меченым отступают. Затем она сражается один на один с Кэрол Денверс и с помощью железного патриота побеждает её. Когда Озборн возвращается к личности Зелёного гоблина, Карла и Меченый сходятся во мнении, что пришло время покинуть битву.
В Siege #4  и Dark Avengers #16 Мунстоун, наряду с другими злодеями была захвачена настоящими Мстителями. Воспользовавшись тем, что Стив Роджерс и его товарищи отвлеклись на Озборна, она и Меченый пытаются сбежать. Дэнверс бросается за ней в погоню, но Карла сражает её энергетическим лучом. Тем не менее её останавливает Железный человек. Меченый же был остановлен Люком Кейджем. Карла и её товарищи были помещены в тюрьму.

### Эра героев
Будучи заключённой в тюрьму под названием Плот, Мунстоун была одной из первых кандидатов, отобранных для нового состава Громовержцев во главе с Люком Кейджем. В команде ей понравился Леший.
В скором времени Мунстоун сбежала от Громовержцев наряду с многими преступниками из этой команды. Они прибыли в мистическую башню, которая переместила их во времени. Они переместились во времена Великой Отечественной войны, где объединились с Захватчиками в борьбе против нацистов. Затем они оказались в викторианском Лондоне. После этого они и вовсе очутись в Камелоте короля Артура.
В конечном итоге Карла и другие вернулись во время, когда были созданы оригинальные Громовержцы. Тем не менее, из-за очередного парадокса Мунстоун вернулась в будущее вместе с остальными Громовержцами.

### Тёмная Земля
Мунстоун и Тёмные Мстители, которые временно заменили Громовержцев во время их путешествия в прошлое, позже были помещены в транспортный корабль, в сопровождении Джона Уолкера и Скаара, для транспортировки в федеральную тюрьму. Буйство Лешего привело к открытию червоточины. Таким образом, Мунстоун и остальные оказались в альтернативной версии Земли. В этом мире герои разделились на фракции, бьющиеся за Нью-Йорк.
Карла и Леший были захвачены Доктором Стрэнджем, после чего он выдал её за недавно скончавшуюся Кэрол Денверс этого мира, и заставил спровоцировать армию Существа разорвать перемирие с последователями Железного человека. Затем Мунстоун столкнулась со Скааром, который, будучи под контролем Стрэнджа, сражался с силами Железного человека от имени армии Существа.
Силы Существа доставили Карлу на их базу, где заставили сражаться в качестве гладиатора с их чудовищными созданиями. Когда та одолела большую часть его армии, Существо, казалось бы, убил Карлу. Её удалось выжить благодаря своими способностям. Поскольку контроль Стрэнджа ослаб, Мунстоун вернулась на территорию Железного человека, где освободила Тёмных Мстителей, начиная с Рагнарёка.
Некоторое время спустя, Ай Апак убил Стрэнджа, тем самым окончательно освободив Карлу и Скаара. Перегруппировавшись, Тёмные Мстители выяснили, что мир, в котором они находились, возник в результате экспериментов АИМ в создании карманной вселенной, и что вскоре ему придёт конец, из-за присутствия Тёмных Мстителей из реального мира. Напав на сторожевую заставу АИМ из карманной вселенной, Тёмные Мстители воспользовались их порталом, чтобы вернуться домой. Джон Уолкер, будучи под влиянием Токсичной Докси, отказался переправлять Тёмных Мстителей в федеральную тюрьму, вместо этого решив сплотить их как единую команду.

### Плезант Хилл
В какой-то момент, Мунстоун была захвачена Щ.И.Т.ом и помещена в их новейшую тюрьму Плезант Хилл, где заключённым были внедрены новые воспоминания, чтобы перевоспитать их в образцовых граждан. Когда Фиксер освободился от контроля Кобика и сделал то же самое с Бароном Земо, тот начал в отместку собирать армию, выбрав Карлу в качестве одной из первых новобранцев. После рекрутирования достаточного количества суперзлодеев, Земо предпринял масштабное нападение. Мунстоун оставалась одной из его ближайших союзников вплоть до того момента, пока беглецы не были остановлены Мстителями.

### Громовержцы Зимнего солдата
После побега из Плезант Хилл, Мунстоун присоединилась к новым Громовержцам во главе с Зимний солдат, наряду с Атласом, Мак-10, Фиксером и Кубик. Во время миссии исследования инопланетных коконов в Германии, Мунстоун оспорила права на лидерство Зимнего солдата, говоря, что команду должен возглавлять тот, кто владеет лунным камнем. Кубика восприняла слова Карлы слишком серьёзно и извлекла предмет, оставив глубокую дыру в груди. Тем не менее, Баки убедил её вернуть лунный камень обратно, благодаря чему Карла избежала смерти. Разделавшись с инопланетными существами, Громовержцы столкнулись с Нелюдями, которые ошибочно полагали, что в коконах находились их сородичи. Одолев Нелюдей, Громовержцы вернулись на базу. В разговоре с Фиксером Карла упомянула о своих планах насчёт Зимнего солдата и Кубик. Громовержцы были объявлены врагами народа и подверглись нападению со стороны Верховного эскадрона. Избежав гибели благодаря Кубик, команда была перенесена на Северный полюс. 

## Силы и способности
Мунстоун черпает свои полномочия из мистического камня, который когда-то принадлежал империи Крии. Он оснащён неизвестной энергией и находится внутри тела Карлы.
С его помощью она может летать и становиться неосязаемой. Таким образом она становится неуязвимой к твёрдым объектам и некоторым магическим атакам. С помощью камня она может генерировать световые лучи и испускать фотонные взрывы. К тому же, Карла обретает сверхчеловеческие полномочия: силу, скорость и прочность тела.
После поглощения ещё одного лунного камня, Карла получила способность контролировать гравитацию вокруг себя: создавать силовые поля, уменьшать или увеличивать вес объекта, генерировать миниатюрные чёрные дыры, а также перемещать объекты между пространствами. В настоящее время Карла обладает только одним камнем.
Даже находясь в неосязаемом состоянии, Карла, тем не менее, уязвима для астральных сущностей. Также было известно, что от лунного камня зависит её собственная жизнь: если Карла отделена от него на протяжении 72 часов, то она умирает.
Будучи простым человеком Карла обладает обширными знаниями в области психологии и психиатрии. Обычно она использует это, чтобы управлять судьбами пациентов для собственной выгоды. 

## Альтернативные версии

### Marvel Zombies
В мини-серии Marvel Zombies Мунстоун появляется наряду с остальными Громовержцами, где использует псевдоним Метеорит. Она атакует Тора, но тот атакует её молниями, а затем разбивает ей голову.

### Dark Reign: The Cabal
В этой реальности, которая является альтернативным продолжением сюжета Dark Reign, все планы Нормана Озборна увенчались успехом. Спустя год Карла и другие Тёмные Мстители были изгнаны Доктором Думом на другую сторону вселенной.

### Earth X
Во вселенной Earth X Мунстоун умерла по неизвестным обстоятельствам. Её душа обитает в Царстве мёртвых, где она и многие другие герои собирает осколки мультивселенной.

### What If?...
В "Что если бы Норман Озборн выиграл Осаду", Карла помогает Озборну вместе с другими Тёмными Мстителями выиграть Осаду Асгарда. Позже она вместе с Веномом отправляется убить президента США. В конечном итоге Карла погибла вместе с остальным миром от руки Часового, одержимого Мраком.

## Вне комиксов

### Телевидение
- Мунстоун появляется в мультсериале «Мстители. Всегда вместе» в эпизоде "Командное решение", где её озвучивает Сьюзан Роман. Она показана как участник Повелителей зла Барона Земо.
- Элизабет Дэйли озвучивает Карлу Софен в мультсериале «Мстители, общий сбор!». В качестве Мунстоун она является членом Повелителей зла, а затем, уже как Метеорит, состоит в команде Громовержцы.

### Видеоигры
- Тесса Обержонуа озвучивает Мунстоун в игре Marvel: Ultimate Alliance 2. В версиях для PSP, PS2 и Wii нападает на игрока вместе с Певчей птицей.
- Является боссом в игре Marvel: Avengers Alliance для Facebook. Позднее становится играбельным персонажем.
- Карла появляется как злодей и играбельный персонаж в мобильной игре «Marvel Puzzle Quest»[76].
- Метеорит появляется в игре Lego Marvel's Avengers.
- Мунстоун является игровым персонажем в Marvel: Future Fight.